# Montignargues
Montignargues là một xã trong vùng Occitanie. Xã Montignargues nằm ở khu vực có độ cao trung bình 145 mét trên mực nước biển.